# Escuela Nacional Superior de las Artes Decorativas
La Escuela Nacional Superior de las Artes Decorativas (en francés École Nationale Supérieure des Arts Décoratifs, también conocida como Arts Decos', École des Arts Decoratifs, E.N.S.A.D.) es una universidad pública de artes gráficas y diseño siendo una de las más prestigiosas de las grandes écoles francesas. La escuela se encuentra en la Rue d'Ulm en París dentro del «  5e arrondissement ».

## Características
La École Nationale Supérieure des Arts Décoratifs ha jugado un papel importante en el desarrollo del art déco, movimiento de diseño en la década de 1920 y en la creación de nuevos conceptos de diseño.

La Escuela cuenta con una reputación internacional por su enseñanza en los campos de la animación, fotografía, escenografía, diseño industrial, diseño de comunicación, diseño interactivo, vídeo, Diseño interior, moda, textil y grabado.

## Historia
El "ENSAD"  empezó como la Escuela Real Libre de Diseño (École royale gratuite de dessin), fundada en 1766 por Jean-Jacques Bachelier, confirmado en 1767 por cartas patentes de Luis XV de Francia.

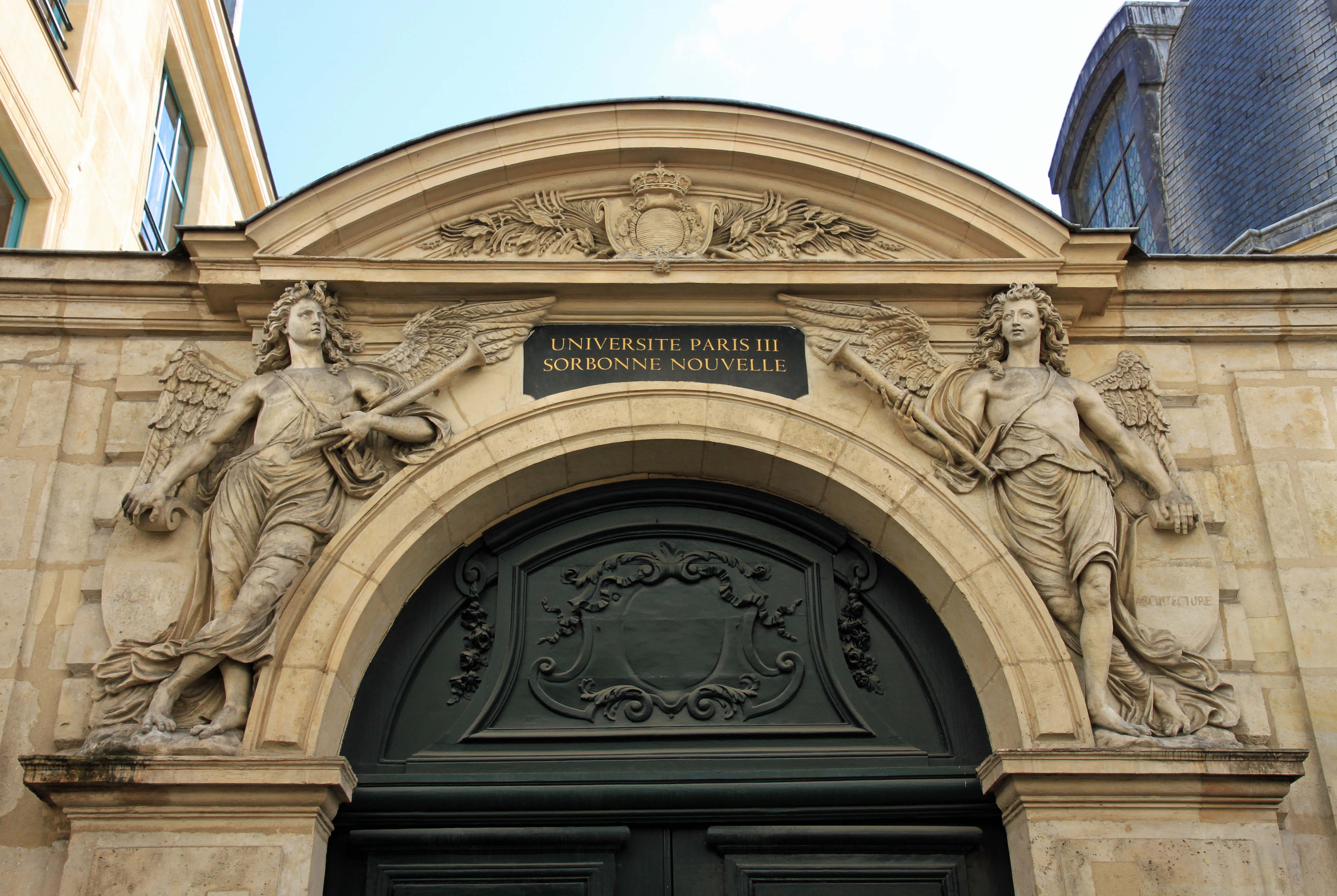
La entrada del antiguo edificio de "l'École royale gratuite de dessin", "rue de l'École de médecine".

El objetivo de su fundador fue el desarrollo de la artesanía relacionados con las artes con el fin de mejorar la calidad de los productos manufacturados.
A través de un aprendizaje riguroso y exigente en las Artes, la escuela se esforzó por combinar la técnica y la cultura, la inteligencia y la sensibilidad, a fin de que los artesanos más dotados pudieran convertirse en creadores.
Después de varios cambios de nombre, en 1877 la escuela se convirtió en la Escuela Nacional de Artes Decorativas (École nationale des arts décoratifs) antes de adquirir su nombre actual de ENSAD (École nationale supérieure des arts décoratifs) en 1927.
Después de la guerra, bajo el liderazgo de su director Leon Moussinac, la escuela se centra en torno a la arquitectura de interiores.
En 1962, Jacques Adnet hace una llamada a Roger Tallon para establecer lo que todavía se llama "diseño industrial" que será de facto la primera enseñanza de diseño industrial en Francia.
En 1966, Jean Widmer proporciona un revulsivo similar en las "artes gráficas" que se convierten en el "diseño gráfico". A finales de la  década de 1960 y principios de años 70 los acontecimientos que suceden en la sociedad francesa son la ocasión para producir otros revulsivos en los fundamentos de la escuela que todavía vive actualmente con un fuerte activismo y compromiso político por parte de sus profesores y funcionarios.
Muchas disciplinas adquieren una nueva importancia, otros aparecen: textil, Diseño de moda, animación, fotografía, puesta en escena, vídeo, muebles o la infografía. La pedagogía actualmente, es más reflexiva y más experimental.

## Directores[1]
| - 1766-1806 : Jean-Jacques Bachelier - 1806-1831 : Jean-Charles Nicaise Perrin - 1831-1866 : Jean-Hilaire Belloc - 1866-1869 : Horace Lecoq de Boisbaudran - 1869-1877 : Alphonse Laurent-Jean - 1877-1908 : Auguste Louvrier de Lajolais - 1908-1925 : Eugène Édouard Morand - 1926-1931 : Charles Couyba - 1931-1941 : Léon Deshairs | - 1941-1943 : Paul Landowski - 1943-1945 : Paul Tournon - 1945-1959 : Léon Moussinac - 1959-1971 : Jacques Adnet - 1971-1990 : Michel Tourlière - 1990-2002 : Richard Peduzzi - 2002-2008 : Patrick Raynaud - 2008-2013 : Geneviève Gallot - 2014- : Marc Partouche |

## Profesores[1]
Algunos de los profesores que ha tenido la "École Nationale Supérieure des Arts Décoratifs" y han sido personalidades destacadas,
- Pierre Bernard (diseñador gráfico)
- Rosa Bonheur
- Cassandre
- Marcel Gromaire
- André Lurçat
- Pierre Louis Rouillard, profesor de escultura desde 1840 a 1881
- Joseph-André Motte diseñador de muebles y diseñador de interiores
- Philippe Starck
- Roger Tallon[10]

## Antiguos alumnos
- Hector Guimard arquitecto, representante principal del Art Nouveau en Francia.[11]
- Michael Amzalag, diseñador gráfico (parte de M/M Paris).
- Philippe Apeloig, diseñador gráfico.
- Ximena Armas, pintor.
- Antun Augustinčić, escultor.
- Mathias Augustyniak, diseñador gráfico (parte de M/M Paris).
- Pierre Bismuth, artista.
- François Boisrond, pintor.
- Remy Bourganel, investigador de diseño.
- Ronan Bouroullec, dibujante.
- Claude Closky, artista.
- Leon Dabo, pintor.
- Rébecca Dautremer ilustradora.
- Léon Delarbre, pintor, curador de museo.
- Philippe Dupuy, historietista.
- Benoit Pierre Emery, diseñador gráfico.
- André Frossard periodista y escritor.
- Jean-Paul Goude, fotógrafo y director.
- René Georges Hermann-Paul, artista e ilustrador.
- John Howe, ilustrador y autor.
- Pierre Huyghe, artista.
- Jean Jansem, pintor.
- Marcel Ichac (1906–1994), director de cine y fotógrafo.
- Richard Isanove, dibujante de historietas.
- René Lalique.
- Madeleine Lamberet, dibujante y anarquista.
- Fernand Léger, artista, pintor cubista.
- Georges Léonnec, ilustrador.
- Annette Messager, artista.
- Morteza Momayez, diseñador gráfico.
- Fernand Mourlot, litógrafo, editor.
- Victor Nicolas, escultor.
- Francis Picabia, pintor.
- Charles Ethan Porter, pintor.
- Alfred-Georges Regner, pintor grabador.
- Pierre Roy, pintor.
- Émile Savitry, pintor, fotógrafo.
- Jacques Tardi, historietista.
- Benjamin Lacombe, dibujante e ilustrador.